# Jane bleibt Jane
Jane bleibt Jane ist ein deutscher Spielfilm aus dem Jahre 1977 von Walter Bockmayer, der hier seine erste Profiarbeit vorlegte, mit Johanna König in der Haupt- und Titelrolle.

## Handlung
Eine ältere Dame, die sich Jane nennt, lebt verwitwet in Köln. Sie hat ein skurriles Outfit an, eine stofflich knapp bemessene Tigerfellimitation, und behauptet steif und fest, einst mit Tarzan verheiratet gewesen zu sein. Jane nennt derzeit ein kleines Zimmerchen im Altersheim ihr eigen und hat nur noch einen großen Wunsch in ihrem Leben: Sie möchte noch einmal zurück nach Afrika, wo sie an der Seite Tarzans ihre glücklichsten Jahre gelebt haben will. Ihr jetziges Lebensumfeld gefällt ihr nicht, die anderen Altenheimbewohner können mit Janes Schrullen und Eigenartigkeiten nicht umgehen und schneiden sie weitgehend. Jane misstraut dem Arzt, der die Heimbewohner betreut, sie schwört stattdessen auf die Heilkunst afrikanischer Medizinmänner, doch die sind im heutigen Köln nur schwer aufzutreiben.
Tag für Tag besucht Jane den Kölner Zoo und hält mit den dortigen Tieren Zwiegespräche, in einer sehr eigenen Sprache. Dies stößt auf Befremden und Unverständnis bei den Wärtern und Besuchern des Tierparks. Je mehr Jane die Nähe zu den exotischen Zooinsassen sucht und findet, die ihr skurriles Erscheinungsbild zu akzeptieren, ja vielleicht sogar zu mögen scheinen, desto größer wird die Ablehnung unter den sie Umgebenden. Bald werden die Behörden auf Jane aufmerksam, und man beginnt sich zu fragen, ob diese Frau im Tigerbikini noch ganz bei Trost ist. Eines Tages taucht ein Journalist einer Boulevardzeitung bei ihr auf, um den „Fall Jane“ näher zu beleuchten. Der sehr viel jüngere Mann verliebt sich sogleich in die unkonventionelle Greisin, die sich ganz offensichtlich angesichts der Tristesse ihres Alltags in eine Scheinwelt hineinbegeben hat. Jane weiß schließlich, dass sie in diesem ihr letztlich sehr fremden Deutschland nicht länger bleiben kann. Sie muss fort von hier, und Afrika ruft …

## Produktionsnotizen
Jane bleibt Jane entstand im Dezember 1976 und im Januar 1977 in Köln und Umgebung und erlebte seine Premiere am 4. April 1977 in Köln, erhielt in Locarno den Prix dela Critique Internationale, auf dem London Filmfestival 1977 den Preis Outstanding Film of the Year und war im Programm der Festivals in Rotterdam und Hof. Der Film wurde am 22. September 1977 im ZDF das kleine Fernsehspiel ausgestrahlt.
Produktion: Entenproduktion (Bockmayer/Bührmann) / Filmverlag der Autoren / ZDF. Produktionsleitung Rolf Bührmann Norbert Schaub sorgte für die Ausstattung und den Entwurf der Kostüme.

## Rezeption
Für Bockmayers Kollegen Rainer Werner Fassbinder war Jane bleibt Jane “einer der schönsten und wichtigsten neuen deutschen Filme”, während Das große Personenlexikon des Films die Produktion eine skurrile Tragikomödie nannte und im Übrigen an die Eigenheiten von Bockmayers generellem Œuvre erinnerte, für das Jane bleibt Jane nicht untypisch ist: „Seine oft kolportagehaften wie parodistischen, bisweilen grell-komischen Filme, die er als bunt-fröhliches Laientheater inszenierte, zeichneten sich durch eine thematische wie gestalterische Originalität und Skurrilität aus. Seine ‘Helden/innen’ sind oft Außenseiter und Einzelgänger, von der Gesellschaft ausgegrenzte Eigenbrödler und Paradiesvögel, Alte und Prostituierte, Transsexuelle und Lebenskünstler; Bockmayers Filme, durchweg Coproduktionen mit dem Fernsehen, sind zugleich Liebeserklärungen an diese unangepaßten Normenverletzer. Mit seinen zentralen Werken „Jane bleibt Jane“, „Flammende Herzen“ , „Looping“ und „Die Geierwally“ persiflierte er Kleinbürgerphantasien, attackierte Spießertum und Intoleranz und entwarf burlesk anmutende, bisweilen schrille Gegenwelten, denen sich Walter Bockmayer persönlich verbunden fühlt.“
Im Lexikon des Internationalen Films heißt es: „Formal holpriger Erstlingsspielfilm, eine Komödie mit tragischem Einschlag, in der die Träume und Fantasien einer alten Frau dem langweiligen Altersheim-Alltag ironisch gegenübergestellt werden. Eine menschlich-sympathische Anklage des weithin lieblosen Systems der Altersversorgung..“